# Klodvik IV.
Klodvik IV. (če se nekega drugega Klodvika III. šteje za uzurpatorja, je Klodvik III.) je bil sin Teoderika III. in od leta 691 do svoje smrti izključni kralj Frankov, * 682, † 695.
Klodvika se sicer naslavlja s kraljem, v resnici pa je bil marioneta oziroma roi fainéant  - brezdelni kralj svojega strica, avstrazijskega dvornega majordoma Pipina  Herstalskega. Na prestol je prišel kot devet let star otrok in pri trinajstih letih umrl.

## Sklic
1. ↑  Eric Dearborn starejši, Phyllis (Boutwell) Dearborn.  Finding our past.

## Vir
- Eugen Ewig. Die Merowinger und das Frankenreich, 2. dopolnjena izdaja.  Verlag W. Kohlhammer, Stuttgart u. a. 1993, ISBN 3-17-012557-5, str. 395.

| Klodvik IV. Merovinška dinastijaRojen: 682 Umrl: 695 |                       |                           |
| Predhodnik: Teoderik III.                            | Kralj Frankov 691–695 | Naslednik: Hildebert III. |